# Kazimiera Nogajówna
Kazimiera Nogajówna, po mężu Wanat (ur. 13 lutego 1933 w Poznaniu, zm. 7 sierpnia 2022) – polska aktorka teatralna i filmowa, trzykrotnie zdobyła nagrody aktorskie na Kaliskich Spotkaniach Teatralnych (1961, 1965, 1976).

## Życiorys
W 1952 roku była adeptką w Teatrze Polskim w Bydgoszczy. Na deskach teatru zadebiutowała 7 października 1953 roku w Torze przeszkód w reżyserii Stanisława Cegielskiego. Była aktorką Teatru Ziemi Lubuskiej w Zielonej Górze (1953–1955), Teatru im. Wojciecha Bogusławskiego w Kaliszu (1955–1959; 1974–1978), Teatru Polskiego w Szczecinie (1959–1960), Teatru Polskiego w Poznaniu (1960–1974), Teatru Nowego w Łodzi (1978–1983) oraz do czasu przejścia na emeryturę Teatru Nowego w Poznaniu (1983–2003).

## Życie prywatne
Była matką dziennikarki Ewy Wanat. Została pochowana na cmentarzu komunalnym Miłostowo w Poznaniu.

## Odznaczenia i nagrody
- 1961 – Kalisz – I Kaliskie Spotkania Teatralne – nagroda za rolę Joanny w przedstawieniu Święta Joanna z Teatru Polskiego w Poznaniu[3]
- 1965 – Kalisz – V Kaliskie Spotkania Teatralne – nagroda za rolę Fideliny w przedstawieniu Dziecinni kochankowie Ferdynanda Crommelyncka w Teatrach Dramatycznych w Poznaniu
- 1968 – Odznaka Honorowa Miasta Poznania[3]
- 1971 – Złota Chryzantema za rolę Hildy w przedstawieniu Budowniczy Solness
- 1974 – Poznań – Nagroda województwa i miasta Poznania za wybitne osiągnięcia artystyczne na polu sztuki teatralnej
- 1976 – Kalisz – XVI Kaliskie Spotkania Teatralne – nagroda indywidualna za tytułową rolę w przedstawieniu Maria Stuart w Teatrze im. Bogusławskiego w Kaliszu
- 1990 – Opole – XVI Opolskie Konfrontacje Teatralne – nagroda za rolę panny Anieli w przedstawieniu Damy i huzary w Teatrze Nowym w Poznaniu
- 1998 – Srebrna Maska – nagroda Loży Patronów Teatru Nowego – za rolę Jasmine w Alpejskich zorzach Turriniego w Teatrze Nowym w Poznaniu
- 2004 – Zabrze – IV Festiwal Dramaturgii Współczesnej „Rzeczywistość przedstawiona” – nagroda za rolę Zofii w przedstawieniu Lament Krzysztofa Bizia wspólnej produkcji Teatrów Polskiego w Poznaniu i Polskiego im. Hieronima Konieczki w Bydgoszczy

## Wybrana filmografia
- 1978: Aktorzy prowincjonalni
- 1981: Kłamczucha
- 1981: Był jazz
- 1981: Przypadek
- 2001: Gwałt